# Myioparus
A Myioparus  a madarak osztályának verébalakúak (Passeriformes) rendjébe és a légykapófélék (Muscicapidae) családjába tartozó nem. Egyes szervezetek a Fraseria nembe sorolják ezt a két fajt is.

## Rendszerezésük
A nemet Austin Roberts dél-afrikai ornitológus írta le 1922-ben, az alábbi fajok tartoznak ide:
- Myioparus plumbeus[1] vagy Fraseria plumbea[2]
- Myioparus griseigularis[1] vagy Fraseria griseigularis[2]

## Előfordulásuk
Afrikában a Szahara alatti területeken honosak. Természetes élőhelyeik a trópusi és szubtrópusi síkvidéki esőerdők, lombhullató erdők és szavannák, valamint ültetvények. Állandó, nem vonuló fajok.

## Megjelenésük
Átlagos testhosszuk 13 centiméter.

## Életmódjuk
Főleg rovarokkal táplálkoznak.